# 3324 Avsyuk
3324 Avsyuk è un asteroide della fascia principale del diametro medio di circa 18,24 km. Scoperto nel 1983, presenta un'orbita caratterizzata da un semiasse maggiore pari a 2,6988292 UA e da un'eccentricità di 0,0261275, inclinata di 10,75404° rispetto all'eclittica.
L'asteroide è dedicato al geofisico russo Yurii Nikolaevich Avsyuk.